# Verchain-Maugré
Verchain-Maugré és un municipi francès, situat a la regió dels Alts de França, al departament del Nord. L'any 2006 tenia 917 habitants. Limita al nord amb Monchaux-sur-Écaillon, al nord-est amb Quérénaing, a l'est amb Sommaing, al sud-est amb Vendegies-sur-Écaillon, al sud amb Haussy, al sud-oest amb Saulzoir i a l'oest amb Haspres.

## Demografia
| 1962                                       | 1968  | 1975  | 1982  | 1990  | 1999 | 2006 |
| ------------------------------------------ | ----- | ----- | ----- | ----- | ---- | ---- |
| 1.053                                      | 1.076 | 1.041 | 1.052 | 1.033 | 966  | 917  |
| Des de 1962: població sense dobles comptes |       |       |       |       |      |      |

## Administració
| Període   | Identitat     | Partit |
| --------- | ------------- | ------ |
| 2001-2008 | Yvon Desreux  | PCF    |
| 2008-     | Marc Gilleron |        |